# Kōji Homma
Kōji Homma (japanisch 本間 幸司 Homma Kōji; * 27. April 1977 in Hitachi, Präfektur Ibaraki) ist ein ehemaliger japanischer Fußballspieler.

## Karriere
Homma erlernte das Fußballspielen in der Schulmannschaft der Mito Junior College High School. Seinen ersten Vertrag unterschrieb er 1996 bei den Urawa Reds. Der Verein spielte in der höchsten Liga des Landes, der J1 League. 1999 wechselte er zum Drittligisten Mito HollyHock. Am Ende der Saison 1999 stieg der Verein in die zweite Liga auf. Für den Verein absolvierte er insgesamt 600 Ligaspiele. Nach der Saison 2024 beendete er seine Karriere als Fußballspieler.